# Epiplema insolita
Epiplema insolita är en fjärilsart som beskrevs av Walker 1866. Epiplema insolita ingår i släktet Epiplema och familjen Uraniidae. Inga underarter finns listade i Catalogue of Life.